# Unterkatz
Unterkatz é uma localidade e antigo município da Alemanha localizado no distrito de Schmalkalden-Meiningen, estado de Turíngia.
Pertence ao Verwaltungsgemeinschaft de Wasungen-Amt Sand. Desde 1 de janeiro de 2019, forma parte da cidade de Wasungen.